# Phoinix
Phoinix (in greco antico: Φοῖνιξ?, Phoînix), traducibile in italiano come “viola o cremisi”, “palma”, “dattero” oppure ancora come “fenice”) è stata un'antica cittadina siciliana, oggi scomparsa, esistita, presumibilmente, tra il IX secolo a.C. ed il III secolo d.C. Era situata sul litorale ionico tra il Capo Sant'Alessio ed il Capo Alì, nel territorio della città metropolitana di Messina. Sussistono diverse teorie volte a dare un'ubicazione più precisa possibile a questo antico centro abitato di origine incerta.

## Contesto storico-politico
Il nucleo primitivo di Phoinix ebbe origine verso il IX-VIII secolo a.C., allorquando mercanti fenici fondarono sul sito in questione una stazione commerciale destinata ad incrementare gli scambi con i Siculi che abitavano sulle vicine propaggini dei Monti Peloritani e che controllavano anche la sottostante area costiera, come testimoniano i reperti archeologici rinvenuti nella frazione Grotte di Furci Siculo. I Fenici, come ricorda Tucidide, avevano l'abitudine di stabilire le loro stazioni commerciali sul litorale vicino a dei promontori, al fine di facilitare l'approdo delle imbarcazioni.
I Fenici, osservando la vegetazione spontanea circostante, ricca di palme, nominarono la zona col nome di "Tamar" che significa palma. Con l'arrivo dei bellicosi coloni ellenici, i più pacifici Fenici vennero respinti nella parte occidentale della Sicilia e la cittadina di Phoinix venne inglobata nella Chora, cioè nel territorio della Polis, di Messana-Zancle, rifondata da coloni calcidesi su un precedente insediamento siculo. Nel corso di questi eventi, a Phoinix, si verificò senza dubbio una commistione tra genti greche e autoctoni Siculi, che in tutta la Sicilia diede vita all'originale cultura siceliota. Furono i naxioti, verso il 400 a.C., profughi dalla loro città distrutta dal Tiranno siracusano Dionisio I, a ripopolare questi luoghi e nominare questa città "Phoinix", che non è altro che la traduzione in greco del sostantivo fenicio "Tamar", cioè palma.
Per tutta l'epoca greco-siceliota, detto centro abitato continuò ad essere ricompreso nella Chora della polis di Messana, la quale, a sua volta, fin dalla fine V secolo a.C., era ricompresa nell'Arcontato di Sicilia istituito da Dionisio I di Siracusa e governato, dopo la sua morte, dai suoi successori. Detta situazione politica proseguì anche durante la fase repubblicana del "Buon Governo" democratico di Timoleonte e dei suoi successori, iniziato nel 344 a.C., con la cacciata di Dionisio II, e durato fino al 316 a.C..
Nel 316 a.C., Agatocle, con un golpe, rovesciò il regime oligarchico gestito da Sosistrato, successore di Timoleonte, molti suoi oppositori trovarono rifugio a Messana, ragion per cui il nuovo Tiranno siceliota si diede subito alla conquista della città dello Stretto al fine di annientare i propri nemici. Agatocle, espugnata e conquistata Messina, fece eliminare tutti coloro che si erano opposti al suo volere: Diodoro Siculo informa che quel giorno 600 tra Messinesi e Tauromeniti (poiché nel mentre Agatocle aveva espugnato anche Taormina) vennero passati a fil di spada dal suo esercito.
Phoinix venne dunque coinvolta nelle cruente operazioni militari di questa guerra civile tra sicelioti, infatti, sempre Diodoro Siculo afferma che Agatocle mandò un suo stratega, Pasifilo, con delle truppe all'interno del territorio messinese che fecero bottino e prigionieri.
Phoinix e Messana (come anche la vicina Tauromoenium) entrarono, quindi, a fare parte del nuovo Regno Sicelioto che, sotto la corona del Re siracusano Agatocle, copriva per intero la Sicilia orientale, la Sicilia centrale e la Calabria meridionale, lasciando ai Cartaginesi solo l'estrema Sicilia occidentale ad ovest del Fiume Platani e dell'Imera settentrionale. Alcuni decenni più tardi, dopo la morte di Agatocle, Phoinix probabilmente fu costretta a subire la pesante occupazione dei mercenari Mamertini che in quel periodo spadroneggiavano su Messana.
Secondo alcune notizie non verificate, la cittadina venne coinvolta nei fatti relativi alla Prima Guerra Punica, in base a dette notizie, nel 260 a.C., nei pressi dell'attuale Limina (nell'entroterra, a circa 10 km di distanza), si verificò una battaglia tra Cartaginesi, che dopo aver attraversato i Monti Peloritani tentavano di attaccare la riviera ionica siciliana e i Romani coi loro alleati Sicelioti di Re Gerone II che riuscirono a respingere i nemici.
Con la dominazione romana, il nome Phoinix si latinizzò in "Palma" o "Tamaricium" toponimi che si mantennero fino a dopo il medioevo.
Risulta doveroso riportare l'opinione (non confermata) dello storico catanese Giacomo Casagrandi-Orsini, secondo cui Phoinix e Tamaricium fossero due distinti centri abitati, sebbene siti a breve distanza tra loro.

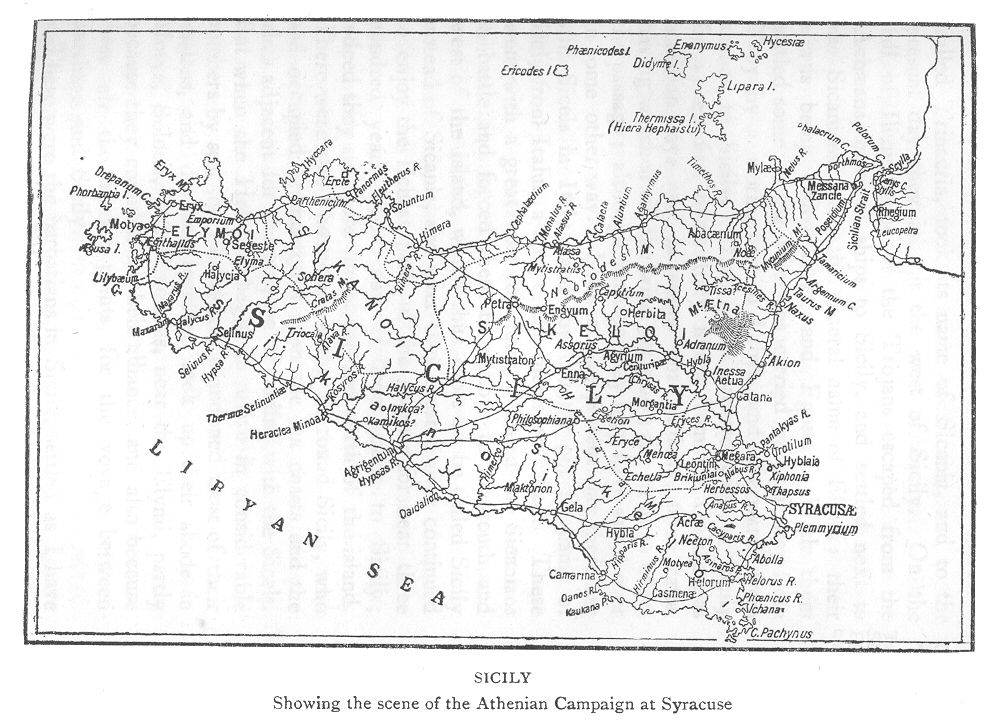
La Sicilia ai tempi della Spedizione ateniese del 415 a.C., che vide la vittoria dei Sicelioti sui Greci - (Richard Crawley)

## Ubicazione, localizzazione e ritrovamenti
Al fine di poter dare notizie più precise possibile sulla reale ubicazione di Phoinix, è necessario partire dalle notizie fornite dallo storico Appiano di Alessandria, vissuto nel II secolo d.C.. Appiano narra nella sua opera sulla storia romana, che nell'agosto del 36 a.C., durante la Guerra Civile tra Sesto Pompeo ed Ottaviano, circa 4.000 fanti pompeiani, non volendo accamparsi troppo vicino al nemico, stanziato presso Tauromoenium, la notte prima dell'attacco, "si ritirarono nella città di Phoinix, poco a nord dell'Aghennon Akron", l'odierno Capo Sant'Alessio. La distanza non doveva essere eccessiva, poiché detta fanteria doveva poter raggiungere il campo di battaglia in breve tempo e senza particolari difficoltà. È opportuno ricordare che in quella battaglia, combattuta presso l'attuale Capo Schisò a Taormina, Sesto Pompeo prevalse momentaneamente su Ottaviano; ma, nello scontro decisivo, che avvenne il 3 settembre successivo, presso Nauloco, si consumò la definitiva sconfitta di Sesto Pompeo
Proprio per questo, priva di pregio appare la collocazione di Phoinix, fatta da Filippo Cluverio, che la pone nel sito degli attuali comuni di Alì Terme e Nizza di Sicilia, troppo lontana dal sito della battaglia; il Cluverio ha forse confuso Phoinix con i villaggi di Nisa ed Elis (fondati da coloni calcidesi e elidi) situati nel territorio oggi occupato dagli attuali comuni di Fiumedinisi, Nizza di Sicilia, Alì Terme e Alì.
L'Itinerario antonino pone la città in questione 15.000 passi a nord di Taormina ed a più di 20.000 a sud di Messina. Di conseguenza il sito è ricercabile in una porzione di litorale ionico messinese compreso tra la Fiumara d'Agrò, a sud, ed il Torrente Pagliara, a nord.
Secondo lo storico contemporaneo Eugenio Manni (in Geografia fisica e politica della Sicilia antica del 1981) la cittadina di Phoinix era situata tra gli attuali comuni di Sant'Alessio Siculo e Santa Teresa di Riva, proprio a cavallo del Torrente Agrò.
Questi luoghi sono dotati di spazi necessari ad ospitare un accampamento con 4.000 fanti e sono a breve distanza da un promontorio, quello di Sant'Alessio Siculo per l'appunto. Alcuni secoli dopo (nel XII secolo d.C.), il centro di Phoinix è citato dal geografo siculo-arabo Idrisi, il quale conferma quanto fin qui detto e aggiungendo che Phoinix era situata 5 miglia a sud-est del villaggio bizantino di Leocates, l'attuale Locadi; nella menzione del geografo siculo-arabo il centro viene chiamato "Balm" (Palma). Di conseguenza Phoinix doveva trovarsi in un non meglio precisato luogo intercluso tra gli attuali comuni di Santa Teresa di Riva, Sant'Alessio Siculo, Furci Siculo e Savoca. Quanto detto da Idrisi farebbe pensare ad un centro abitato ubicato alle pendici del colle bivertice ove oggi sorge Savoca, essendo l'attuale Rocca di Pentefur nient'altro che la sede dell'acropoli di detto antico abitato.
A corroborare tale affermazione il ritrovamento, nel territorio dei succitati comuni, di reperti archeologici consistenti in opere di muratura, colonne, monete, sculture ed una necropoli di sapore ellenistico (quest'ultima si trovava nei pressi dell'odierna Stazione ferroviaria di Santa Teresa di Riva). Tali ritrovamenti si verificarono nel 1865, mentre si procedeva alla costruzione della ferrovia Messina-Siracusa. 
Le notizie sui suddetti ritrovamenti di materiale archeologico, sono fornite, con grande precisione, dal frate Cappuccino Giampietro Rigano (1881-1950), il quale riferisce di averle apprese da numerosi testimoni oculari, soprattutto operai impegnati nella realizzazione della ferrovia. Gran parte dei monili e delle monete rinvenuti vennero trafugate dai direttori dei lavori che se ne appropriarono, non essendo, nel 1865, in vigore una normativa a tutela del patrimonio archeologico nazionale. Tutti gli altri manufatti, inamovibili dal suolo, vennero, perlopiù, nuovamente sotterrati.
Come risulta dall'Elenco Beni culturali ed ambientali della Regione Siciliana, a
- Furci Siculo, presso la frazione Grotte, all'interno di due grotte che sovrastano detto abitato (sito sulla sponda sinistra del Torrente Savoca) sono stati ritrovati depositi archeologici di epoca preistorica, riconducibili ai Siculi e ai Sicani. Nella contrada rurale Santa Marina sono state rinvenute tombe (forse preistoriche) con corredi funebri, sempre riconducibili ai suddetti popoli.

Secondo quanto risulta dagli scritti, ancora inediti di p.Giampietro del 1936, ed a quelli di Saitta e Raccuglia del 1895, rinvenimenti archeologici sono stati scoperti a
- Santa Teresa di Riva, nei quartieri Bolina e Catalmo sono stati rinvenuti (nel corso del XIX e XX sec.) rovine di abitazioni e scalinate, colonne, capitelli, un busto marmoreo, monete. Nel quartiere Torrevarata, presso l'attuale stazione ferroviaria, è riemersa nel 1865 una necropoli con decine di tombe dotate di corredo funebre, monili femminili e scheletri umani. Lo storico e letterato prof. Giuseppe Caminiti (1914-2007), sindaco di S.Teresa di Riva dal 1962 al 1966, dichiara, nel suo libro "Storia di Santa Teresa di Riva" del 1996, di aver personalmente assistito al rinvenimento di resti di abitazioni costruite con mattoni d'argilla; detti ritrovamenti si verificarono nei quartieri Bolina e Catalmo durante i lavori di scavo per realizzare pozzi o fondamenta di edifici privati[8].
- Savoca, nel rione "Botte" e nel vicino alveo del Fiume Agrò, sono state rinvenute numerose monete di epoca traianea e rovine di abitazioni.
- Sant'Alessio Siculo, in contrada Lacco sono emersi reperti analoghi a quelli di Savoca.

È grazie alle ricerche ed agli scritti di p. Giampietro da Santa Teresa che veniamo a sapere di molte notizie inedite su Phoinix. 
Per tale motivo appare utile fornire alcune notizie biografiche su questo religioso e storico locale.
Padre Giampietro, al secolo Giuseppe Rìgano, nacque a Santa Teresa di Riva il 21 marzo 1881. I genitori, Carmelo Rìgano ed Angela Irrera erano entrambi agricoltori, Giuseppe era il primo di otto figli. Condusse i primi studi a Savoca (proprio presso il convento dei Cappuccini) e il 12 maggio 1898 intraprese il noviziato nel Convento di San Marco d'Alunzio. Nel 1902 vestì l'abito Cappuccino e il 27 settembre 1903 venne ordinato sacerdote a Palermo. 
Tra le sue principali occupazioni si annovera la cura dei malati: fu, per tanti anni, Cappellano dell'Ospedale "Piemonte" di Messina. Nel corso della sua esistenza, dedicata all'amore del prossimo, trovò anche il tempo di dedicarsi alla ricerca di notizie storiche sulla sua terra, rivelando spiccate doti di erudito e di storico-archivista. Tra i suoi scritti si annoverano:
- Raccolta di notizie sulla Santa Religione Cattolica e su altri avvenimenti in Santa Teresa di Riva e suoi dintorni (1936);
- Tradizioni e credenze nella Sicilia Nord Orientale (1938);

numerose altre sue opere storiche sono ancora inedite e vengono custodite dagli eredi.
Nel 1942 fu cofondatore della congregazione cittadina delle Carmelitane.
Morì a Messina il 7 febbraio 1950 e riposa nel cimitero di Santa Teresa di Riva.
Nel 2012, l'amministrazione comunale della sua città natale gli ha intitolato solennemente una via del centro storico.

## La fine di Phoinix
Non si hanno notizie in merito alla sorte toccata a Phoinix. Si possono fare solo delle congetture corroborate da fonti storiche antiche, non essendo al momento visibili delle rovine archeologiche che possano aiutare alla risoluzione del dilemma.
Secondo una prima supposizione, Phoinix, condivise la sorte di Abacena e Morgantina, fiorenti municipia d'origine sicula che vennero distrutti (senza mai più risorgere) nel 35 a.C. ad opera di Ottaviano, il quale volle vendicarsi dell'ospitalità data da Abacena e Morgantina al suo nemico Sesto Pompeo. Avendo dato Phoinix ospitalità per una notte alla fanteria pompeiana, sembrerebbe verosimile che l'antica cittadina sia stata vittima della vendetta del primo imperatore romano, uscito vittorioso dalle guerre civili del I secolo a.C.. Inoltre, lo storico Diodoro Siculo narra della distruzione per mano di Ottaviano, della vicina Tauromoenium, colpevole di avergli rifiutato l'aiuto contro Sesto Pompeo.
Quanto appena riportato sembrerebbe smentito dal fatto che Phoinix era ancora esistente nel III secolo d.C., essendo citata dall'Itinerarium Antonini. Quindi da qui si arriva ad una seconda supposizione, secondo la quale Phoinix venne distrutta da un violento terremoto nel 362 d.C. Gli abitanti superstiti, nei primi anni del V secolo per sfuggire alle prime incursioni barbariche dei Vandali, si ritirarono in zone più interne (e più difendibili e salubri), fondando nuovi centri abitati. 
Rinvenimenti archeologici occorsi nell'area dello Stretto di Messina (in particolare lapidi ed epitaffi) testimoniano che, nel 362, un terremoto catastrofico, seguito da maremoto, colpì la Sicilia nord-orientale e la Calabria meridionale, cagionando la totale distruzione dei centri abitati dell'area e riducendo drasticamente la popolazione residente. Però appare opportuno puntualizzare che secondo autorevoli studiosi, l'Itinerarium Antonini (pubblicato nel 300 d. C.) conterrebbe informazioni geografiche relative al I secolo a. C. e non al III secolo d. C., per cui l'incertezza permane.
Un ulteriore contributo sulla fine di Phoinix è fornito dal sopra citato cappuccino p. Giampietro da S.Teresa, secondo il quale, l'intenso disboscamento dei Monti Peloritani operato dai Romani tra il II e il V secolo d. C., cagionò un enorme riporto alluvionale del Torrente Agrò (sulle cui sponde sorgeva Phoinix), l'innalzamento e l'allargamento del corso d'acqua con la formazione di una vasta zona paludosa e malsana che venne bonificata solo verso il 1925. Questo stato di cose indusse gli antichi abitanti di Phoinix a cercare un luogo più salubre per stabilirvisi.
In ogni caso, qualunque sia l'opinione adottata, sembra appurato che dalle ceneri di Phoinix nacquero nuovi centri urbani, arroccati in posizione più difendibile e salubre, sui Monti Peloritani, è il caso di Pentefur (Savoca), Agrillae (Forza d'Agrò), Palaionchorion (Casalvecchio Siculo), Pinax (Antillo) e Missanum (Misserio).
Nel 1995, in contrada Scifì, a circa 3 km dal sito di Phoinix, durante una campagna di scavi sono stati rinvenuti i resti di una stazione di posta del II-III secolo d.C., situata sull'incrocio tra la Via consolare Valeria (che collegava Messina a Siracusa) e la strada che, risalendo il corso del Fiume Agrò e scavalcando la dorsale dei Monti Peloritani, arrivava a Milazzo collegando il litorale ionico a quello tirrenico. Da approfonditi studi sugli scavi in questione è emerso che l'edificio fungeva anche da fattoria agricola e cadde in disuso dopo aver subito i danni di un terremoto e un incendio; le porzioni scoperte sono esigue poiché gran parte dell'edificio si trova sotto il cimitero della frazione Scifì.
Le rovine di Phoinix, secondo storici locali, erano forse visibili almeno fino all'XI secolo, visto che per riedificare la Chiesa dei Santi Pietro e Paolo d'Agrò vennero utilizzate sei colonne di granito (tuttora esistenti) provenienti dalle rovine in parola.
Non molto tempo dopo, a causa di un disastro alluvionale, di Phoinix sparirono pure le rovine, che vennero ricoperte da una coltre di almeno 6 m di sabbia e terriccio alluvionale. Tale affermazione riposa sul fatto che i reperti finora rinvenuti erano sotto almeno 6 m di terra, e sono stati ritrovati durante lo scavo di pozzi.

## Origine ed evoluzioni del nome
I Fenici che fondarono la stazione commerciale in questione, scrutando la vegetazione dei luoghi, la chiamarono Tamar, che significa "palma". Con il loro arrivo, i greci lo tradussero in Phoinix, mentre i romani la nominarono Tamaricium sive Palma. 
Quel che comunque appare assodato è che un quartiere di Furci Siculo era chiamato fino al XIX secolo Palmolio, detta borgata venne prima danneggiata da una piena del Torrente Pagliara nel 1763 e poi spazzata via da un'alluvione dello stesso nel 1830.
Ancora oggi, una frazione del comune di Antillo porta il nome di Pinazzo, che deriverebbe da Pinax o Phoinix.
Il primitivo nome dell'antica cittadina di Savoca, Pentefur, situata proprio sulle propaggini collinari sopra Phoinix, deriverebbe da "πέντε - pente" = cinque e "φυλή - fulè" = quartiere, quindi cinque quartieri, per il fatto che l'originario abitato di Savoca, in epoca remota era suddiviso in cinque quartieri.